# Drapelul Insulelor Virgine Britanice

Proporția drapelului: 1:2
Drapelul Insulelor Virgine Britanice.